# Rose Hip Zero
Rose Hip Zero (jap. ローズ ヒップ ゼロ) ist eine Manga-Serie von Tōru Fujisawa, die von 2005 bis 2006 in etwa 900 Seiten erschien. Die Shōnen-Action-Serie erzählt die Vorgeschichte zu Fujisawas Rose Hip Rose, ist aber zeitlich nach diesem entstanden.

## Handlung
Der Polizist Kido war früher in einer Anti-Terror Einheit tätig und galt dort als einer der Besten. Nachdem seine Schwester durch einen Bombenanschlag der japanischen Terrororganisation Alice ums Leben gekommen war, hat Kido den Dienst quittiert. Er arbeitet nun in einer normalen Polizeistation als Jugendbeamter, doch man merkt ihm deutlich an, dass ihm der Job wenig Spaß macht.
Eines Tages taucht sein alter Chef Hata auf und möchte ihn zur Organisation zurückholen, da Japan von einer Terrorwelle überrollt wird und inzwischen schon 30 höhere Beamte durch Anschläge ums Leben kamen. Kido lehnt zuerst ab. Als er erfährt, dass Alice hinter diesen Anschlägen steckt, entscheidet er sich um. Er erhält eine neue Partnerin, die erst 14-jährige Kasumi Asakura. Kido unterschätzt Asakura zunächst wegen ihres jungen Alters. Er erfährt, dass Asakura einst Mitglied bei Alice war und dass diese Terrororganisation sich ausschließlich aus Jugendlichen zusammensetzt. Kido ist darüber erschreckt, dass er gegen Minderjährige kämpfen soll und auch darüber, dass diese ihm im Kampf überlegen sind.

## Veröffentlichungen
Rose Hip Zero erschien in Japan von 2005 bis 2006 in Einzelkapiteln im wöchentlichen Shōnen Magazine, dem zweitauflagenstärksten Manga-Magazin zu dieser Zeit. Der Kōdansha-Verlag brachte diese Einzelkapitel auch in fünf Sammelbänden heraus.
In Nordamerika wurde der Manga ab November 2006 bei Tokyopop veröffentlicht. Egmont Manga & Anime veröffentlichte die fünf Bände zwischen Juni 2007 und Juli 2008 in deutscher Übersetzung von Stefan Hofmeister, der bereits das vorher erschienene Rose Hip Rose ins Deutsche übersetzt hat. Außerdem erschien die Serie auf Französisch und Chinesisch.

## Rezeption
Der Manga sei in einem geübten, detaillierten Stil und solide umgesetzt, so Kritiker Jason Thompson. Die Geschichte jedoch wirke, als hätte Fujisawa sie „auf Autopilot“ geschrieben.